# Моррисон, Кларенс
Кларенс Моррисон (англ. Clarence C. Morrison; 19 июня 1932, Гринсборо, Северная Каролина — 6 августа 2008) — американский экономист.
Бакалавр (1954) колледжа Дэвидсон; магистр (1956) и доктор философии (1964) университета Северной Каролины. Преподавал в университетах Виргинии (1964—1970), Джорджии (1967—1970) и Индианы (с 1970). Президент Международного атлантического экономического общества (1995—1996).

## Основные произведения
- «Аксиомы классических микроэкономических моделей: коррекция» (The Axioms of Classical Microeconomic Models: A Correction, 1975);
- «Макродинамика деловых циклов: сравнительный анализ» (The Macrodynamics of Business Cycles: A Comparative Evaluation, 1994).